# 伊万·克利马
伊万·克利马，常译伊凡·克里玛（捷克語：Ivan Klíma，1931年9月14日—）原名伊万·考德斯（Ivan Kauders），捷克小说家、剧作家，通过《被审判的法官》等小说和《城堡》等剧本反对强权政治，号召民主与正义，其作品被禁止出版达20年，只能夠以秘密出版物的形式流传。克利马被认为是最重要的捷克作家之一，其作品被翻译为30余种言文版本。

## 生平
克利马的双亲都来自于犹太家庭，但都不认为自己是犹太人。克利马的父亲威利姆·克利马是名工程师，相信技术无国界，而母亲则认为自己是捷克人。1938年德国通过《慕尼黑协定》进占苏台德地区，这给刚七岁的克利马留下了深刻的印象。他后来回忆说“我记得希特勒的名字突然出现在家庭谈话中，感到它的后面潜藏着不知羞耻的残忍。”二战爆发后，对犹太人迫害不断加剧，克利马被禁止上学，他的朋友们纷纷被送去波兰的集中营，非犹太人的孩子开始回避他。克利马索性不出门躲在家中读书，对一本用散文体改写的《荷马史诗》很感兴趣，很喜欢其中的赫克托尔:12-14。
1941年11月，克利马的父亲接到传票，前往泰里茨集中营（Theresienstadt concentration camp）。12月9日，十岁的克利马和母亲也受到了传票，他们只能将年仅三岁的弟弟托付给别人，当天下午就到集中营报道。泰里茨集中营里的人每天不断在和饥饿和疾病斗争，大量的人死去，还有大量的人被不断地送往奥斯威辛等集中营；克利马年龄相仿的朋友们全都进了毒气室，他和父母幸运地活了下来。克利马后来写道：“知道你明天很可能被杀掉，这会引起你对生活的强烈渴望，知道某个与你谈话的人，一个你喜欢的人，明天就要被杀掉，你会有种内在的恐惧”，抱着对生活的强烈渴望和对死亡的恐惧的克利马在集中营里开始了写作，他写过一首关于自杀的诗和三篇布拉格随笔，还计划写一部关于美国西部的小说:22-24，他在集中营里一直待到了1945年5月苏军解放当地为止。
走出集中营的克利马进入文科中学就读，1952年初进入布拉格查理大学语言系，他发现课程充满了约瑟夫·斯大林论语言的观点、社会主义现实主义的创作方法和对萨特、约翰·斯坦贝克、威廉·福克纳和亨利·米勒等作家的批判。克利马对这些感到排斥，他开始写一篇关于卡雷尔·恰佩克的文章。由于恰佩克坚决反对法西斯主义但也反对共产党，政府对他的态度是矛盾性的。克利马就以《恰佩克反法西斯的斗争》为题，得以阅读大量资料，了解了恰佩克和托马斯·马萨里克等一批捷克斯洛伐克第一共和国知识分子的人道主义和民主自由思想:33-34。克利马毕业后到捷克作家出版社出版的《花朵》杂志担任编辑，同时为《文学报》等刊物撰写文学和社会评论文章。1963年起克利马担任《文学报》副主编。他从1964年起开始创作戏剧，批判社会现实的《城堡》一剧颇受欢迎。1967年6月，在第四次捷克斯洛伐克作家协会大会上，克利马在内的一批作家对当局的政策提出批评，要求进行改革，他因此被开除出捷克斯洛伐克共产党。
1968年，苏军入侵捷克斯洛伐克，布拉格之春终结，克利马当时正在伦敦访问，他执意回到了国内，认为“对于作家而言，流放是一种致命的决定，因为你失去了和自己语言的联系，更重要的是失去了和社会的联系”。1970年克利马前往美国密歇根大学担任访问教授，他的家人也和他一起来到美国，参与了他的戏剧《城堡》在校园里的推广活动，很受学生的欢迎。访问到期后，克利马收到美国多所学校的教职邀请。此时捷克斯洛伐克的政治局势十分紧张，克利马的朋友均劝他不要再回去，但他又坚持回国，随即失去了工作。为了生计，克利马做过救护员、送信员、勘测员等工作，同时作为自由撰稿人写作。他的作品完全遭到禁止，只能以“地下文学”的形式在读者中流传。
1989年捷克天鹅绒革命之后，克利马的作品才可以出版发行。2002年10月克利马获得了捷克共和国杰出贡献奖章，他的朋友，同时也是捷克共和国总统瓦茨拉夫·哈维尔为他颁奖，不久克利马又被授予卡夫卡奖，他是该奖的第一位捷克籍获奖者。

## 主要作品

### 小说
- 《名叫希望的船：两部小说》（Ženich pro Marcelu，1969）
- 《我快乐的早晨，布拉格故事》（1985）这部小说采用了一种松散的结构，叙述了一周内发生的七个独立故事，以一个中心人物所从事的不同工作为基点，将周围的人统摄进去。小说以六十年代末那场举世闻名的政治动荡后令人窒息颓唐的时代为背景，通过“我”，一个苏军入侵后失去工作、混迹于社会底层的作家的视点，勾勒出一幅世俗社会的众生相[6]。
- 《爱情与垃圾》（1986）
- 《我最初的几段爱情》（1990）获得埃根·霍斯特洛夫斯基奖（Egon Hostovsky Prize）
- 《被审判的法官》（Soudce z milosti，1991），这部作品不但检验了在以“人民意志”为最高准则的社会中的所谓“正义”，而且深入剖析到纳粹占领捷克时期和苏联解放捷克后的经验，也谈到了在性与婚姻掩盖下的背叛行为。
- 《等待黑暗，等待光明》（1994年）。小说的主题是人们如何迎合国家压迫对他们的家庭和艺术的干预，最后深化到国家压迫如何左右他们的灵魂。
- 《我的金色交易》（1994）
- 《一日情人》（1999）
- 《没有圣徒和天使》（1999）

### 戏剧
评论家认为克利马的戏剧受皮兰德娄和哈罗德·品特影响较多，和弗里德里希·迪伦马特风格相近，以出人意料的逆转和悲喜剧元素的杂糅为特点，反映出现实的荒谬，但由于政治原因，克利马的剧作完成后长期无法上演。
- 《城堡》（Záme,1964），这部戏剧和卡夫卡的长篇小说《城堡》有松散的联系，讲述一群堕落的知识分子居住在一座城堡里，他们借助城堡来保持和外界现实的隔绝，但外来的访客让他们心烦意乱，他们先是欢迎，最后杀掉访客，最终杀掉访客成为了城堡众人的一种放松心情的仪式[8]。
- 《大师》（Mistr，1967），1970年在纽约首演。
- 《法官》（Porota，1968）
- 《甜品店》（1969）
- 《双房间》（1970）
- 《暴风和光线》（1972）
- 《美国》（Amerika，1974）和帕维尔·科胡特合著，是对卡夫卡著作的改编。
- 《游戏》（1975）

### 散文、评论与传记
- 《布拉格精神》（1994）
- 《卡雷尔·恰佩克，生平和作品》（2002）
- 《我的疯狂世纪》（2009）